# Pro Bowl 2017
Match précédent Match suivant
Le Pro Bowl 2017 est le match des étoiles de football américain joué après la saison 2016 de la National Football League. 
Il se joue au Camping World Stadium d'Orlando dans l'état de Floride aux États-Unis le 29 janvier 2017 entre les meilleurs joueurs des deux conférences de la NFL, la National Football Conference et l'American Football Conference.
Il s'agit du 72e Pro Bowl si l'on prend en compte les cinq éditions du NFL All-Star Game disputées de 1938 à 1942.
La rencontre est remportée sur le score de 20 à 13 par l'équipe représentant l'American Football Conference.

## Équipe AFC

### Attaque
| Position         | Titulaires                                        | Réserve(s)                                         | Remplaçant(s)                                                            |
| ---------------- | ------------------------------------------------- | -------------------------------------------------- | ------------------------------------------------------------------------ |
| Quarterback      | Tom Brady, Nouvelle-Angleterre                    | Ben Roethlisberger, Pittsburgh Derek Carr, Oakland | Andy Dalton, Cincinnati Philip Rivers, San Diego Alex Smith, Kansas City |
| Running back     | Le'Veon Bell, Pittsburgh                          | LeSean McCoy, Buffalo DeMarco Murray, Tennessee    | Jay Ajayi, Miami Melvin Gordon, San Diego                                |
| Fullback         | Kyle Juszczyk, Ravens de Baltimore                |                                                    |                                                                          |
| Wide receiver    | Amari Cooper, Oakland Antonio Brown, Pittsburgh   | A. J. Green, Cincinnati T. Y. Hilton, Indianapolis | Emmanuel Sanders, Denver Jarvis Landry,Miami Demaryius Thomas, Denver    |
| Tight end        | Travis Kelce, Kansas City                         | Delanie Walker, Tennessee                          |                                                                          |
| Offensive tackle | Joe Thomas, Cleveland Donald Penn, Oakland        | Taylor Lewan, Tennessee                            | Andrew Whitworth, Cincinnati                                             |
| Offensive guard  | Kelechi Osemele, Oakland Marshal Yanda, Baltimore | David DeCastro, Pittsburgh                         | Richie Incognito, Buffalo                                                |
| Center           | Rodney Hudson, Oakland                            | Maurkice Pouncey, Pittsburgh                       | Jeremy Zuttah, Baltimore                                                 |

### Défense
| Position           | Titulaires                                                        | Réserve(s)                                        | Remplaçant(s)                                                  |
| ------------------ | ----------------------------------------------------------------- | ------------------------------------------------- | -------------------------------------------------------------- |
| Defensive end      | Khalil Mack, Oakland Cameron Wake, Miami                          | Jadeveon Clowney, Houston                         | Leonard Williams, NY Jets Carlos Dunlap, Bengals de Cincinnati |
| Defensive tackle   | Ndamukong Suh, Miami Geno Atkins, Cincinnati                      | Jurrell Casey, Tennessee                          | Kyle Williams, Buffalo                                         |
| Outside linebacker | Lorenzo Alexander, Bills de Buffalo Von Miller, Broncos de Denver | Brian Orakpo, Tennessee                           |                                                                |
| Inside linebacker  | Dont'a Hightower, Nouvelle-Angleterre                             | C. J. Mosley, Baltimore                           | Zach Brown, Buffalo Ryan Shazier, Pittsburgh                   |
| Cornerback         | Aqib Talib, Denver Marcus Peters, Kansas City                     | Chris Harris Jr., Denver Casey Hayward, San Diego | Stephon Gilmore, Buffalo                                       |
| Free safety        | Devin McCourty, Nouvelle-Angleterre                               | Reggie Nelson, Oakland                            | Eric Weddle, Baltimore                                         |
| Strong safety      | Eric Berry, Kansas City                                           |                                                   | Darian Stewart, Denver                                         |

### Équipes spéciales
| Position           | Titulaires                          | Réserve(s) | Remplaçant(s)                |
| ------------------ | ----------------------------------- | ---------- | ---------------------------- |
| Punter             | Pat McAfee, Indianapolis            |            | Dustin Colquitt, Kansas City |
| Placekicker        | Justin Tucker, Baltimore            |            |                              |
| Kick returner      | Tyreek Hill, Kansas City            |            |                              |
| Équipiers spéciaux | Matthew Slater, Nouvelle-Angleterre |            | D. J. Alexander, Kansas City |
| Long snapper       | Morgan Cox, Baltimore               |            |                              |

## Équipe NFC

### Attaque
| Position         | Titulaires                                        | Réserve(s)                                      | Remplaçant(s)                                            |
| ---------------- | ------------------------------------------------- | ----------------------------------------------- | -------------------------------------------------------- |
| Quarterback      | Matt Ryan, Atlanta                                | Dak Prescott, Dallas Aaron Rodgers, Green Bay   | Drew Brees, La Nouvelle-Orléans Kirk Cousins, Washington |
| Running back     | Ezekiel Elliott, Dallas                           | Devonta Freeman, Atlanta David Johnson, Arizona | Jordan Howard, Chicago Darren Sproles, Philadelphie      |
| Fullback         | Mike Tolbert, Carolina                            |                                                 |                                                          |
| Wide receiver    | Julio Jones, Atlanta Odell Beckham Jr., NY Giants | Larry Fitzgerald, Arizona Mike Evans, Tampa Bay | Dez Bryant, Atlanta Doug Baldwin, Seattle                |
| Tight end        | Greg Olsen, Carolina                              | Jordan Reed, Washington                         | Jimmy Graham, Seattle                                    |
| Offensive tackle | Trent Williams, Washington Tyron Smith, Dallas    | Jason Peters, Philadelphie                      | David Bakhtiari, Green Bay                               |
| Offensive guard  | Zack Martin, Dallas Brandon Scherff, Washington   | T. J. Lang, Green Bay                           | Trai Turner, Carolina Josh Sitton, Chicago               |
| Center           | Travis Frederick, Dallas                          | Alex Mack, Atlanta                              | Jason Kelce, Philadelphie                                |

### Défense
| Position           | Titulaires                                           | Réserve(s)                                        | Remplaçant(s)                                 |
| ------------------ | ---------------------------------------------------- | ------------------------------------------------- | --------------------------------------------- |
| Defensive end      | Cliff Avril, Seattle Everson Griffen, Minnesota      | Michael Bennett, Seattle                          |                                               |
| Defensive tackle   | Gerald McCoy, Tampa Bay Aaron Donald, LA Rams        | Fletcher Cox, Philadelphie                        | Linval Joseph, Minnesota                      |
| Outside linebacker | Vic Beasley, Atlanta Ryan Kerrigan, Washington       | Thomas Davis, Carolina                            | K. J. Wright, Seattle Anthony Barr, Minnesota |
| Inside linebacker  | Bobby Wagner, Seahawks de Seattle                    | Luke Kuechly, Carolina                            | Sean Lee, Dallas                              |
| Cornerback         | Janoris Jenkins, NY Giants Patrick Peterson, Arizona | Richard Sherman, Seattle Xavier Rhodes, Minnesota |                                               |
| Free safety        | Harrison Smith, Minnesota                            | Ha Ha Clinton-Dix, Green Bay                      |                                               |
| Strong safety      | Landon Collins, NY Giants                            |                                                   |                                               |

### Équipes spéciales
| Position           | Titulaires                       | Réserve(s) | Remplaçant(s)        |
| ------------------ | -------------------------------- | ---------- | -------------------- |
| Punter             | Johnny Hekker, LA Rams           |            |                      |
| Placekicker        | Matt Bryant, Atlanta             |            | Matt Prater, Détroit |
| Kick returner      | Cordarrelle Patterson, Minnesota |            |                      |
| Équipiers spéciaux | Dwayne Harris, NY Giants         |            |                      |
| Long snapper       | Jake McQuaide, LA Rams           |            |                      |